# St. Nikolaus (Kleinkötz)

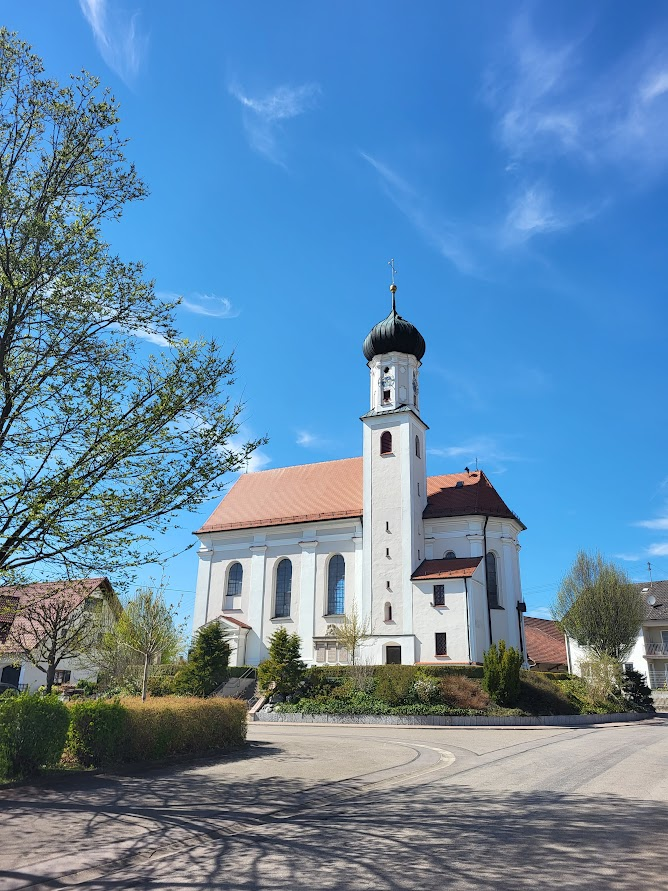
St. Nikolaus in Kleinkötz

St. Nikolaus ist eine dem heiligen Nikolaus von Myra geweihte katholische Pfarrkirche in Kleinkötz, einem Ortsteil der Gemeinde Kötz im bayerischen Landkreis Günzburg. Sie gehört zum Dekanat Günzburg im Bistum Augsburg.

## Lage
Das Kirchengebäude steht auf einem künstlich aufgeschütteten Hügel, welcher einst den Ortsfriedhof beherbergte. Die Kirche ist von Norden her über eine behindertengerechte Rampe oder von Süden her über eine Freitreppe, welche auf das örtliche Kriegerdenkmal zuführt, erreichbar. Der Eingang befindet sich auf der Südwestseite.

## Geschichte

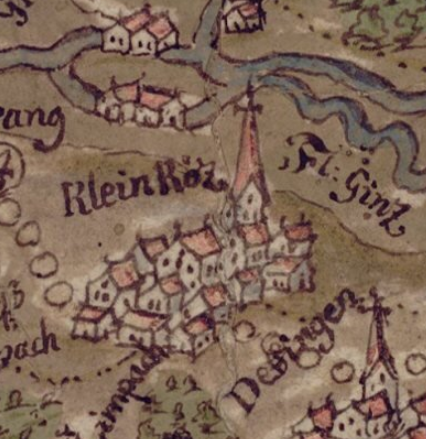
Ausschnitt aus einer Nachzeichnung der Rauch'schen Karte von 1613, Staatsarchiv Augsburg

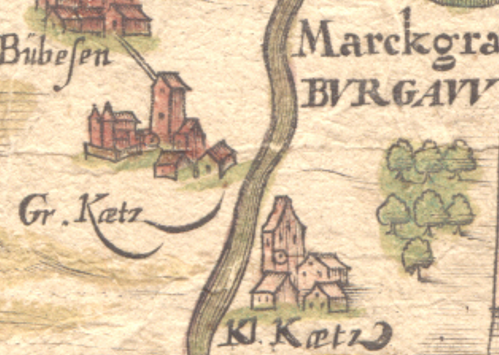
Ausschnitt der Territoriumskarte der Stadt Ulm aus dem Jahr 1653. Kartograph Wolfgang Bachmeyer, gestochen von Stöltzlin.

Vermutlich gab es schon früh eine Pfarrei im Ort. Ein Widumhof (heute Schlossstraße 25), welcher sich seit Beginn der Aufzeichnungen im Besitz des Pfarrers von St. Martin in Günzburg befand, deutet hierauf hin. Der Günzburger Pfarrer besaß von diesen Höfen über ein Dutzend in den Dörfern im Umkreis der Stadt. Die Forschung deutet den Umstand dergestalt, als dass in einer Notzeit die vakanten Pfarrhöfe nach Günzburg inkorporiert wurden, um sie vor dem Zugriff der Ortsherrschaft zu schützen. Der Hof wurde später nicht zur (Wieder-)Errichtung einer Pfarrei bzw. eines zugehörigen Pfarrhofs benutzt, sondern verblieb im Eigentum von Günzburg. Der neue Pfarrhof wurde auf dem heutigen Platz vor der Kirche errichtet (Abbruch um 1970).
Schriftlich nachweisbar ist die Stiftung einer „ewigen Messe“ durch die damaligen Ortsherren, die Ulmer Patrizierfamilie Günzburger, im Jahre 1463. Der Kaplan hatte fünfmal in der Woche die Messe zu lesen.
Ein vermutlich spätgotischer Vorgängerbau bestand an Ort und Stelle. Der Turm könnte mit einem Satteldach, ähnlich wie heute noch die benachbarte Bubesheimer Kirche eines trägt, gedeckt gewesen sein. Dieses Bauwerk ist 1653 auf einer Karte des Ulmer Stadtmalers Johann Stöltzlin abgebildet, ebenso auf der sog. „Burgauer Landtafel“ von 1613 des Kartographen Johann Andreas Rauch. 1692 wird der Bau in den Akten des Bistums Augsburg als „ruinös und einer starckhen Reparatur bedürfftig“ bezeichnet.
1692 bis 1711 wurde daraufhin der alte Bau vollständig abgetragen und vom Fundament auf eine neue Kirche im Stil der Auer Zunft – auch als Vorarlberger Barock bekannt – von dem Baumeister Valerian Brenner errichtet. Die Grundsteinlegung erfolgte am 13. Mai 1692. Infolge des Spanischen Erbfolgekriegs und daraus resultierenden Material- und Geldmangels verzögerte sich die Fertigstellung. Derweil wurde der Bauherr der Kirche und Inhaber der Ortsherrschaft, Franz Ignaz v. Holzapfel, von den Bayern als Geisel in München festgehalten, nachdem man ihn, der Statthalter des Königs von Spanien in Apulien und Kalabrien war, für ein wertvolles Faustpfand hielt. Die Weihe der neuen Kirche erfolgte am 24. Oktober 1711 durch den Weihbischof Johann Kasimir Röls.
1972 wurde die Kirche umfassend renoviert und erhielt eine markante Außenfarbgebung in weiß-grau-ocker. In den Jahren 2006 bis 2012 erfolgte bis dato die jüngste Renovierung; dabei erhielt diese ihre entstehungszeitlich-originale Farbigkeit, wie sie ein restauratorischer Befund an vorhandenen Farbpartikelresten aus der Bauzeit feststellte, zurück.

## Ausstattung

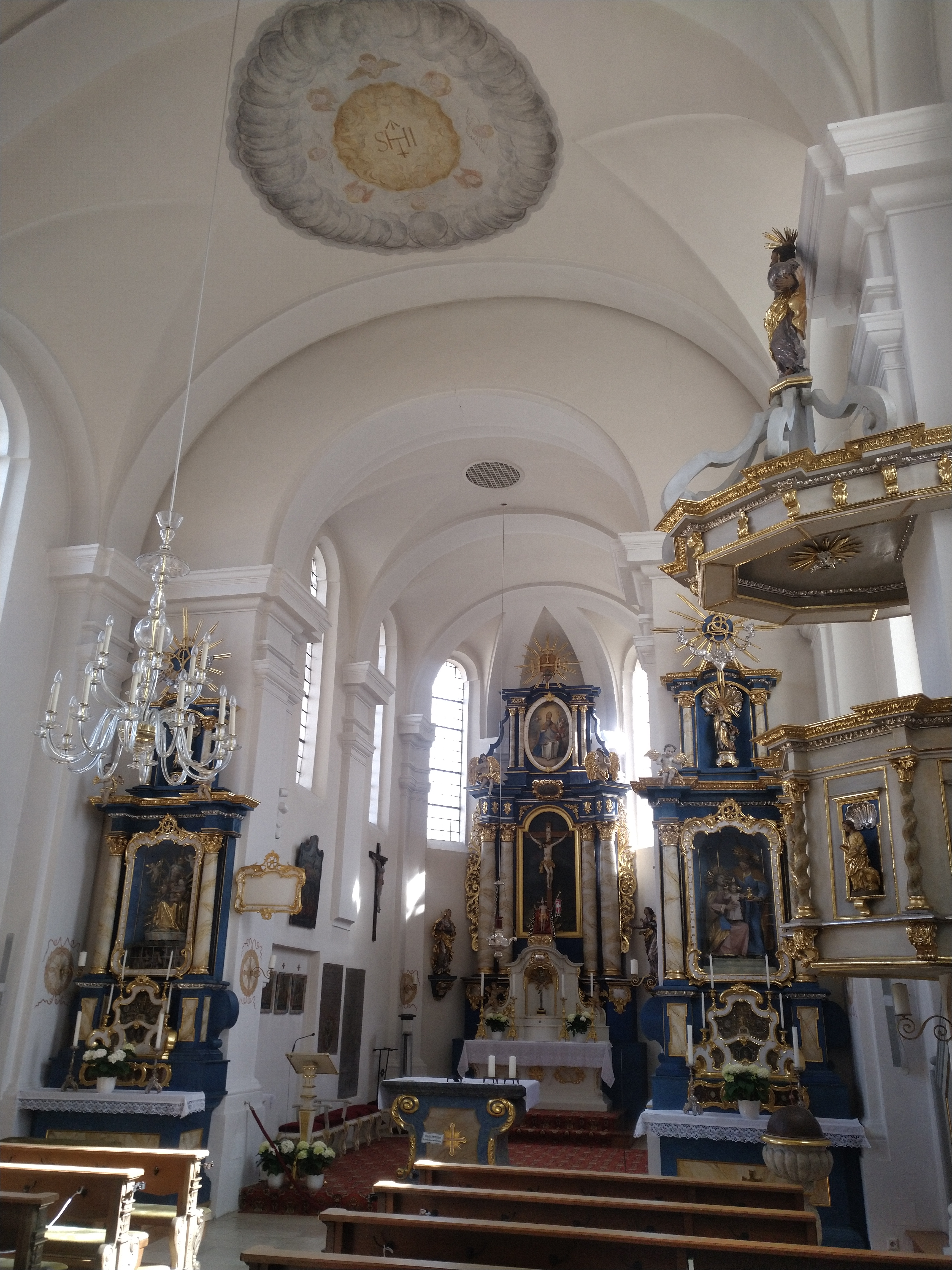
Innenansicht

Den Betrachter empfängt ein heller, lichtdurchfluteter Saal, gegliedert durch Wandpfeiler in toskanischer Ordnung. Die Farbigkeit wird von weiß, gold und blau dominiert. Das tonnengewölbte Langhaus zieren Deckenbilder aus der Entstehungszeit der Kirche, auf denen Cherubim und Serafinen in Wolkenrondellen die Monogramme von Jesus, Maria und Josef umgeben.
Die Altäre stammen ebenfalls, wenn auch immer wieder verändert und farblich umgestaltet, aus der Entstehungszeit der Kirche. Leider ist die wertvolle ursprüngliche Fassung der Altäre in Lapislazuli nicht erhalten – sie wurde 1972 frei rekonstruiert.

### Chor
Im Hochaltar, einem Altare Privilegiatum, findet sich eine Kreuzigungsgruppe aus der Zeit um 1700, das Kreuz eingebettet in ein Gemälde mit der Darstellung Jerusalems. Links und rechts die meisterlich gearbeiteten Figuren von Maria und Johannes. Oben im Altar das Gemälde des Kirchenpatrons, des heiligen Nikolaus von Myra, gemalt 1839 vom Nazarener Florian Kurringer.
Im Chor finden sich linkerhand ein spätgotisches Kruzifix (um 1490), ein Totentanz (mittleres bis späteres 18. Jahrhundert) sowie zwei Grabmäler der Familie v. Holzapfel. Rechts in der Oratorienbrüstung eine spätnazarenische Madonna (um 1900) sowie ein Bildwerk des heiligen Antonius von Padua (barock, 18. Jh.).

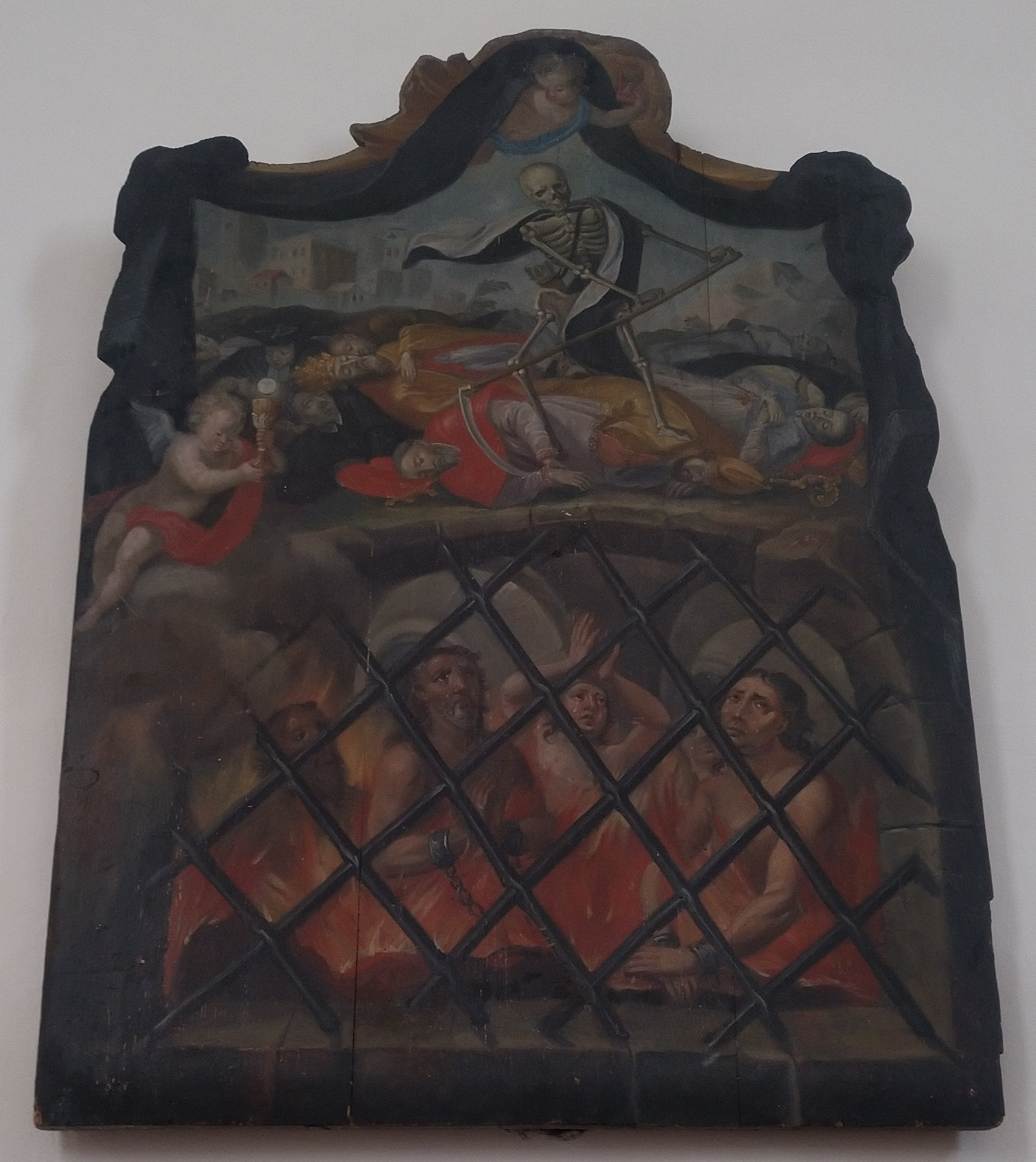
Totentanz

### Langhaus
Ebenfalls aus der Entstehungszeit datieren die der Familie Jesu gewidmeten Seitenaltäre. Links über Reliquienschreinen Maria mit dem Jesuskind (um 1480) – das Gnadenbild der Skapulierbruderschaft – darunter die armen Seelen im Fegefeuer. Oben im Altar der heilige Joachim. Im rechten Seitenaltar über Reliquienkästchen die künstlerisch herausragende Heilige Familie in kaschierten Gewändern (Augsburg, um 1773, vermutlich von Placidus und Ignatz Verhelst). Oben die heilige Anna.
Die bauzeitliche Kanzel wird gekrönt durch den Salvator mundi, welcher der gleichen Werkstatt zu entstammen scheint wie die Kreuzigungsgruppe im Hochaltar. Im Korb die Statuetten der vier Evangelisten mit ihren vielgestaltigen Faltenflüssen und den typischen Attributen. Unter der Kanzeltreppe die Figur des heiligen Sebastian (Anfang 18. Jh.).
Auf der linken Seite der Langhauswand finden sich Statuen der besonders vom Landvolk verehrten Heiligen Vitus im Kessel und Wendelin mit den Schafen (beide um 1770) sowie der Leonhard in Mönchstracht und der Josef mit der Lilie (beide Anfang des 18. Jhs.). Rechts im Langhaus schirmt Johannes Nepomuk als Wahrer des Beichtgeheimnisses die Kanzel, daneben wacht als Helfer gegen alle Krankheiten Kajetan von Thiene (beide um 1720/1730).

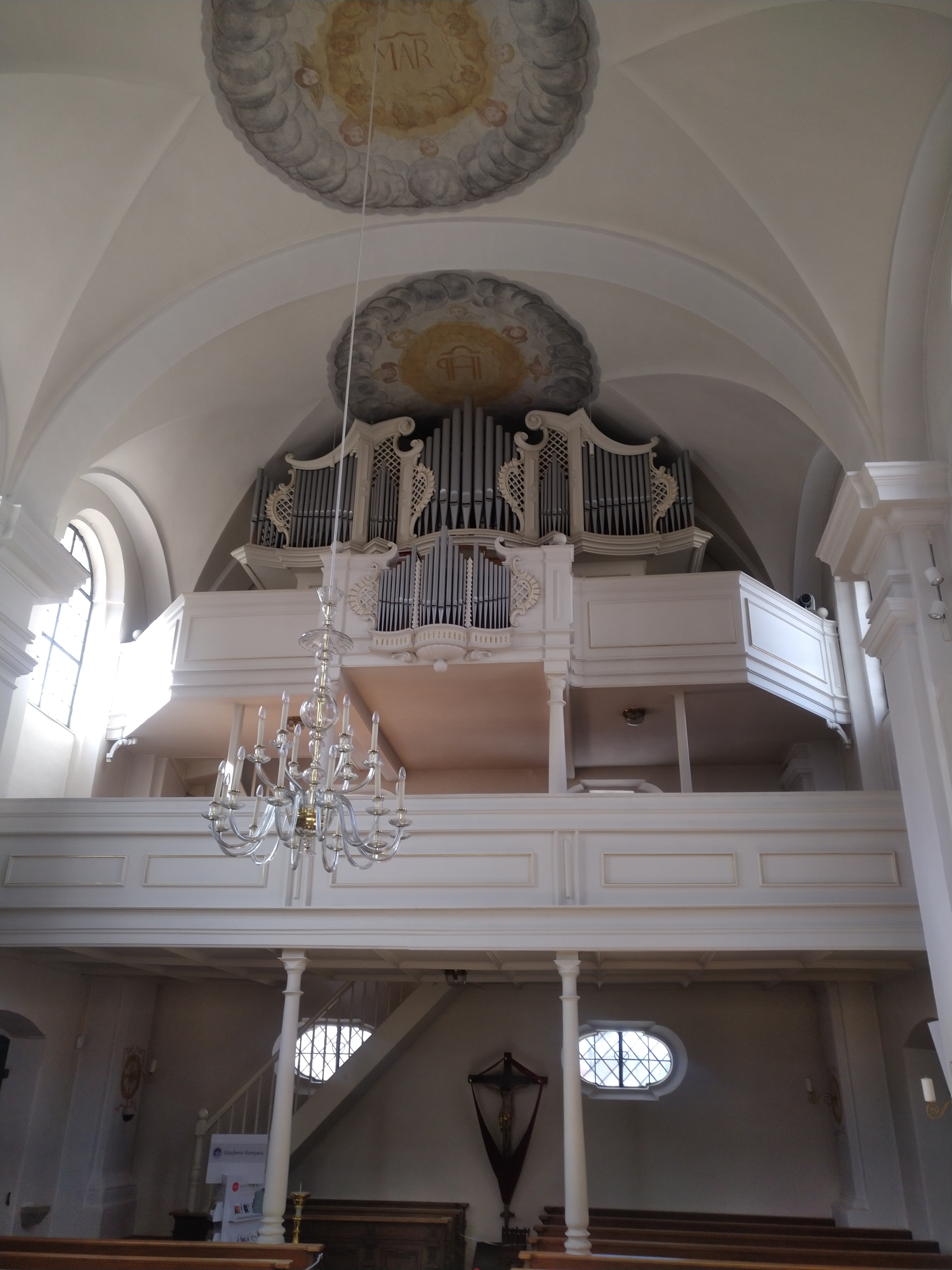
Empore mit Orgelprospekt

Eine Besonderheit, welche fast nur im Bistum Augsburg gelegentlich aufzufinden ist, weist der barocke Kreuzweg auf: er umfasst 15 Stationen, die letzte bildet die Kreuzauffindung durch die heilige Kaiserin Helena.
Die Wangen des Laiengestühls entstammen z. T. auch noch der Zeit um 1700 bzw. wurden nach altem Vorbild ergänzt. Der Beichtstuhl wurde im Zuge der letzten Renovierung neu eingefügt, der Schnitzaufsatz ist original. Der in barocker Manier gestaltete Taufstein datiert aus dem 20. Jh.

### Orgel
Die Orgel befindet sich über dem Eingangsbereich im oberen Geschoss der zweigeschossigen Empore. Josef Zeilhuber aus Altstädten baute in den Jahren 1937/1938 die heutige Orgel, den Prospekt hierzu entwarf der Münchner Bildhauer Hans Miller.

### Gruft
Unter dem Kirchenbau befindet sich eine heute nicht mehr zugängliche Gruft der Familie v. Holzapfel.

### Außenbereich

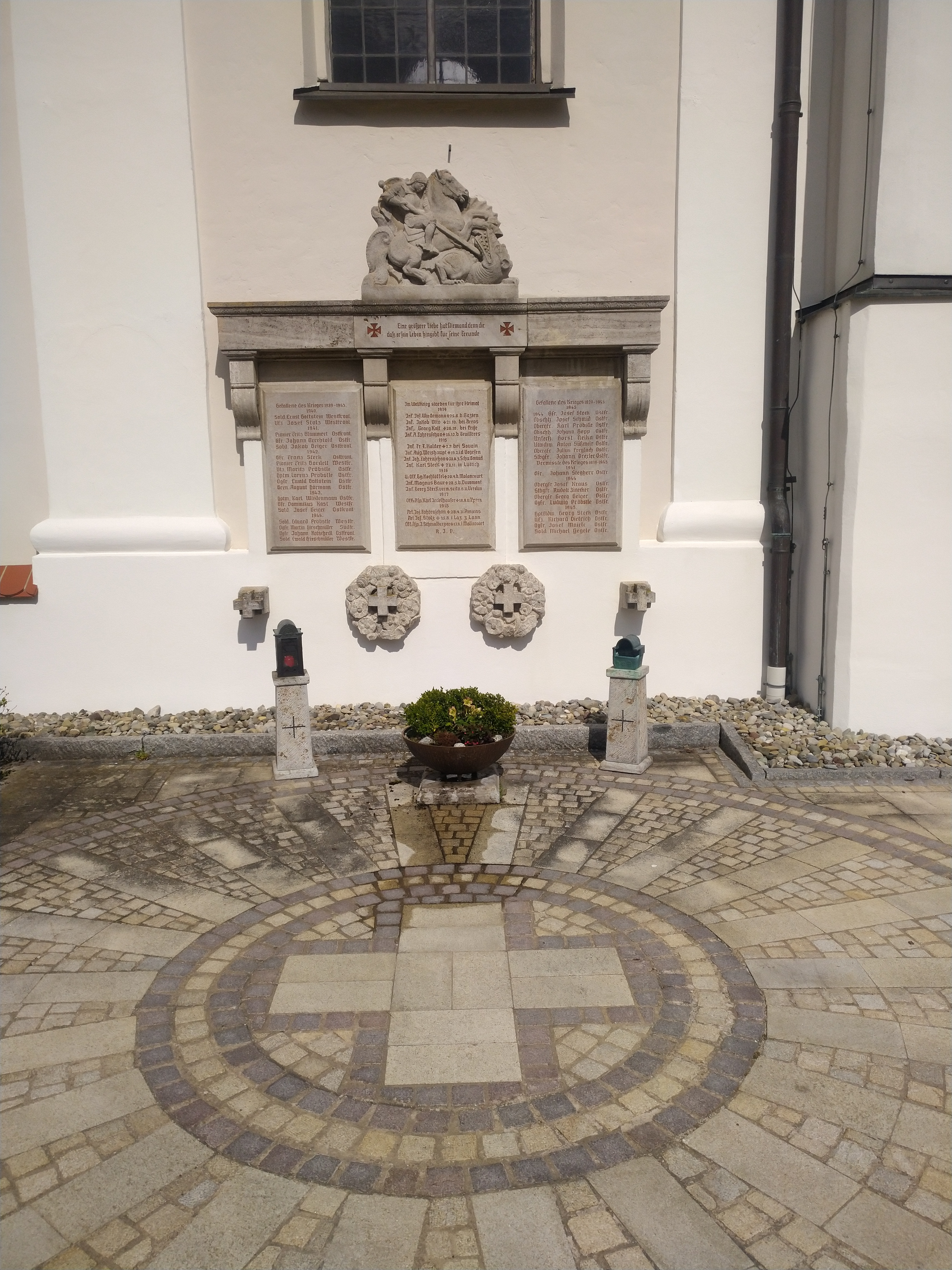
Kriegerdenkmal

Außen, an der Ostseite des Chors, findet sich in kleinem Häuschen ein Kerkerheiland, daneben das Missionskreuz. Auf dem Vorplatz wacht Christophorus (geschaffen 2011) über die parkenden und fahrenden Besucher.

### Kriegerdenkmal
Auf der Südseite des Kirchengebäudes befindet sich am Ende des Treppenaufgangs ein Kriegerdenkmal, das an die Toten des Ortes in zwei Kriegen erinnern soll. Der Toten des Deutsch-Französischen Kriegs gedenkt eine derzeit nicht öffentlich ausgestellte Holztafel.

## Sage
Bei der örtlichen Überlieferung, es gäbe einen geheimen unterirdischen Gang vom Schloss Kleinkötz zur Kirche, dürfte es sich um eine Wandersage handeln - vielleicht deutet die Erzählung aber auch auf die Existenz eines bisher unentdeckten Erdstalls hin.

## Skapulierbruderschaft

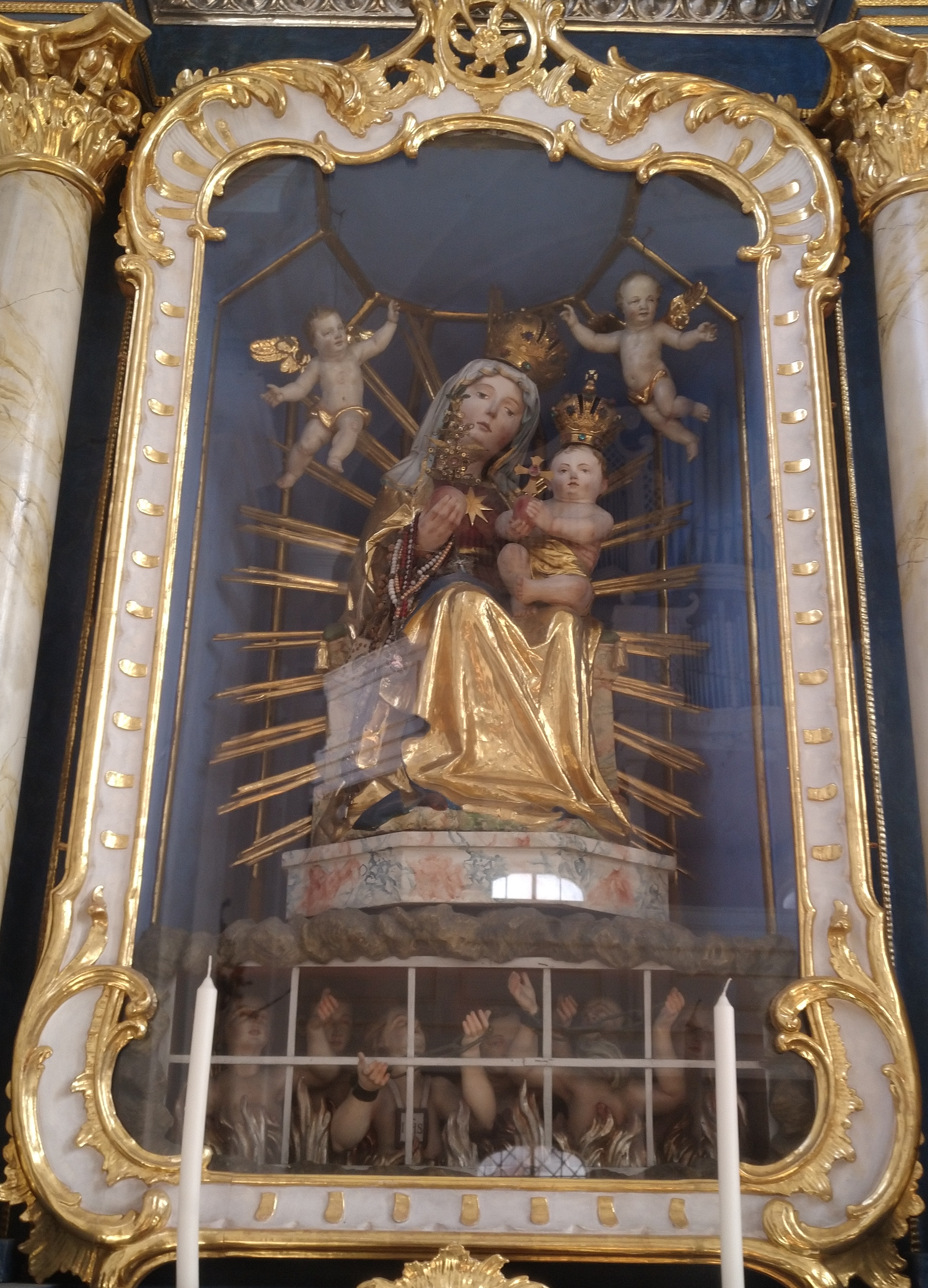
Gnadenbild, unten die armen Seelen mit dem Skapulier

Eine Skapulierbruderschaft „Unserer lieben Frau vom Berge Karmel“ ist schriftlich seit 1661 nachweisbar. Diese besaß früher mit mehreren Tausend Mitgliedern Bedeutung weiter über das Dorf hinaus. Das Fest wird noch heute um den 16. Juli herum begangen. Der linke Seitenaltar enthält als Hinweis auf die Bruderschaft in dem Kerker unter der Madonna „Arme Seelen“, welche das „kleine Skapulier“ tragen.

## Liste der Pfarrer
| Jahr          | Name                                                           | Bemerkungen |
| ------------- | -------------------------------------------------------------- | --- |
| 1463          | Stiftung einer ewigen Messe durch die Ulmer Familie Günzburger | |
| 1550          | Stiftung der Pfarrei                                           | |
| 1565–1570     | Martin Aumiller                                                | geb. in Rieden an der Kötz |
| 1570 -        | Peter Kölli                                                    | aus der Diözese Konstanz gebürtig |
| unbek.-1593   | Jakob Walter                                                   | geb. in Wettenhausen |
| 1593–1595     | Leonhard Steinbrecher                                          | geb. in Mindelheim |
| 1595–1596     | Caspar Rauch                                                   | |
| 1596–1598     | Paulus Pfeiffer                                                | |
| 1598–1600     | Christophorus Gößwein                                          | |
| 1600          | Johann Deininger                                               | |
| 1601          | Johann Hartinger                                               | |
| unbek.-1605   | Johannes Miller/Molitor                                        | gestorben in Kleinkötz, Grabstein in der Kirche |
| 1613–1618     | Johann Stechelin                                               | |
| 1618–1619     | Sebastian Ascher                                               | |
| 1619–1621     | Johannes Hacker                                                | geb. in Dillishausen |
| 1621–1622     | Georg Ziegler                                                  | |
| 1622 - unbek. | Peter Neubrand                                                 | geb. in Emerkingen |
|               |                                                                | In den späteren Phasen des Dreißigjährigen Kriegs und den Folgejahren wurde nur sporadisch von benachbarten Geistlichen die Seelsorge in Kleinkötz verrichtet. Bei einer Gesamtzahl von ca. 130 Einwohnern vor dem Krieg starben im Jahr 1633 28 Personen, 1634 waren es 59. 1635 brannte der Ort vollständig nieder. 1635 bis 1639 waren keine Taufen zu verzeichnen, 1636 bis 1644 mit einer Ausnahme keine Beerdigungen. |
| 1663–1664     | Silvester Huber                                                | aus Meran, kam mit Einwanderern aus Südtirol ins Dorf |
| 1665–1666     | Blasius Tachel                                                 | |
| 1666–1674     | Peter Faber                                                    | |
| 1674–1680     | Joannes Jacob Veit                                             | |
| 1680          | N. Beißer                                                      | war nur 7 Tage in Kleinkötz |
| 1680–1687     | Martin Forster                                                 | |
| 1687          | Michael Bschorn                                                | |
| 1687          | Joannes Hampp                                                  | |
| 1687–1693     | Joh. Michael Hörig                                             | |
| 1693          | Sebastian Hermann                                              | |
| 1693–1712     | Mathias Prigl                                                  | in Kleinkötz gestorben |
| 1712–1717     | Franciscus Eberle                                              | geb. in Pfersee, in Kleinkötz gestorben, Grabstein in der Kirche |
| 1717–1767     | Franciscus Josephus Kolb                                       | in Kleinkötz gestorben |
| 1767–1805     | Franz Joseph Anton Kreuzer                                     | geb. in Warmisried, zuerst Vikar, ab 1775 Pfarrer, hat viele Berichte zum Leben der einfachen Leute in den Kirchenbüchern verfasst |
| 1813–1833     | Philipp Jos. Reitmair                                          | geb. in Gablingen, gestorben in Kleinkötz |
| 1834–1838     | Anton Kerner                                                   | geb. in Deffingen |
| 1838–1845     | Joseph Ant. Baumeister                                         | geb. in Günzburg |
| 1845–1848     | Andreas Kratzer                                                | geb. in Günzburg |
| 1848–1852     | Carl Joh. Mevius                                               | geb. in Äpfingen |
| 1852–1855     | Max. Hurt                                                      | geboren in Mindelheim |
| 1856–1864     | Matthäus Schuster                                              | geb. in Kadeltshofen |
| 1864–1873     | Georg Baader                                                   | geb. in Ottobeuren |
| 1880–1882     | Michael Dauner                                                 | geb. in Kemnat (Burtenbach) |
| 1882–1884     | Xaver Fischer                                                  | geb. in Seeg |
| 1889–1899     | Jacob Steigenberger                                            | geb. in Bühl (Bibertal) |
| 1899–1902     | Anton Berchtenbreiter                                          | geb. in Wortelstetten |
| 1904–1914     | Johann Georg Wegmann                                           | geb. in Memmingen |
| 1914–1922     | Otto Halder                                                    | geb. in Kirchheim in Schwaben |
| 1922–1933     | Franz Jos. Deubele                                             | geb. in Kranzegg |
| 1933–1947     | Moritz Wegler                                                  | geb. in Edelshausen |
| 1947–1957     | Ludwig Mayer                                                   | gleichzeitig Pfarrer in Deffingen |
| 1957–1973     | Herbert Schild                                                 | gleichzeitig Pfarrer in Deffingen |
| 1973–2003     | Oskar Schneider                                                | geb. in Ravensburg, gleichzeitig Pfarrer in Großkötz |
| 2003–2014     | Pater Abraham Prasad, OIC                                      | geb. in Kerala, Indien, beheimat im Kloster „Bethany Ashram“ in Aluva, gleichzeitig Pfarrer in Großkötz |
| 2014 -        | Johannes Rauch                                                 | gleichzeitig Pfarrer in Großkötz, Bubesheim, Leipheim, Bühl, Echlishausen und Kissendorf |

## Denkmalschutz
Die Kirche St. Nikolaus ist in der Denkmalliste des Bayerischen Landesamtes für Denkmalpflege als Baudenkmal mit dem Aktenzeichen D-7-74-148-10 enthalten.